# Mucidule visqueuse
Oudemansiella mucida
Espèce
La Mucidule visqueuse (Oudemansiella mucida) est une espèce de champignons basidiomycètes que l’on rencontre souvent en automne, en touffes ou en petits groupes sur les troncs de hêtres vivants ou morts. Comme leur nom l'indique, ces champignons sont recouverts d'une couche de mucus.

## Synonymes
- Collybia mucida
- Mucidula mucida

## Description
Le chapeau (3-10 cm) est blanc, éventuellement gris pâle à petites rides, d’abord hémisphérique lorsqu’il est jeune, il s’étale en vieillissant, la marge est translucide.
Les lames sont horizontales, de couleur blanche avec une arête brunâtre.
Le stipe est blanc et gluant  (3-7 cm) portant un  anneau blanc à petites cannelures souvent gris blanc dans sa partie inférieure.
La chair est très mince, élastique sans odeur ni saveur particulière.

## Habitat
Elle pousse, de la fin de l’été à l’automne, sur le bois des feuillus (particulièrement sur les hêtres) vivants ou morts, affaiblis par une cassure ou une blessure (orage ou tempête par exemple) ou sur ceux qui sont récemment tombés.

## Utilisation
La Mucidule visqueuse n’est pas toxique mais son aspect n’engage guère à la cueillir, ni à la consommer.

## Galerie

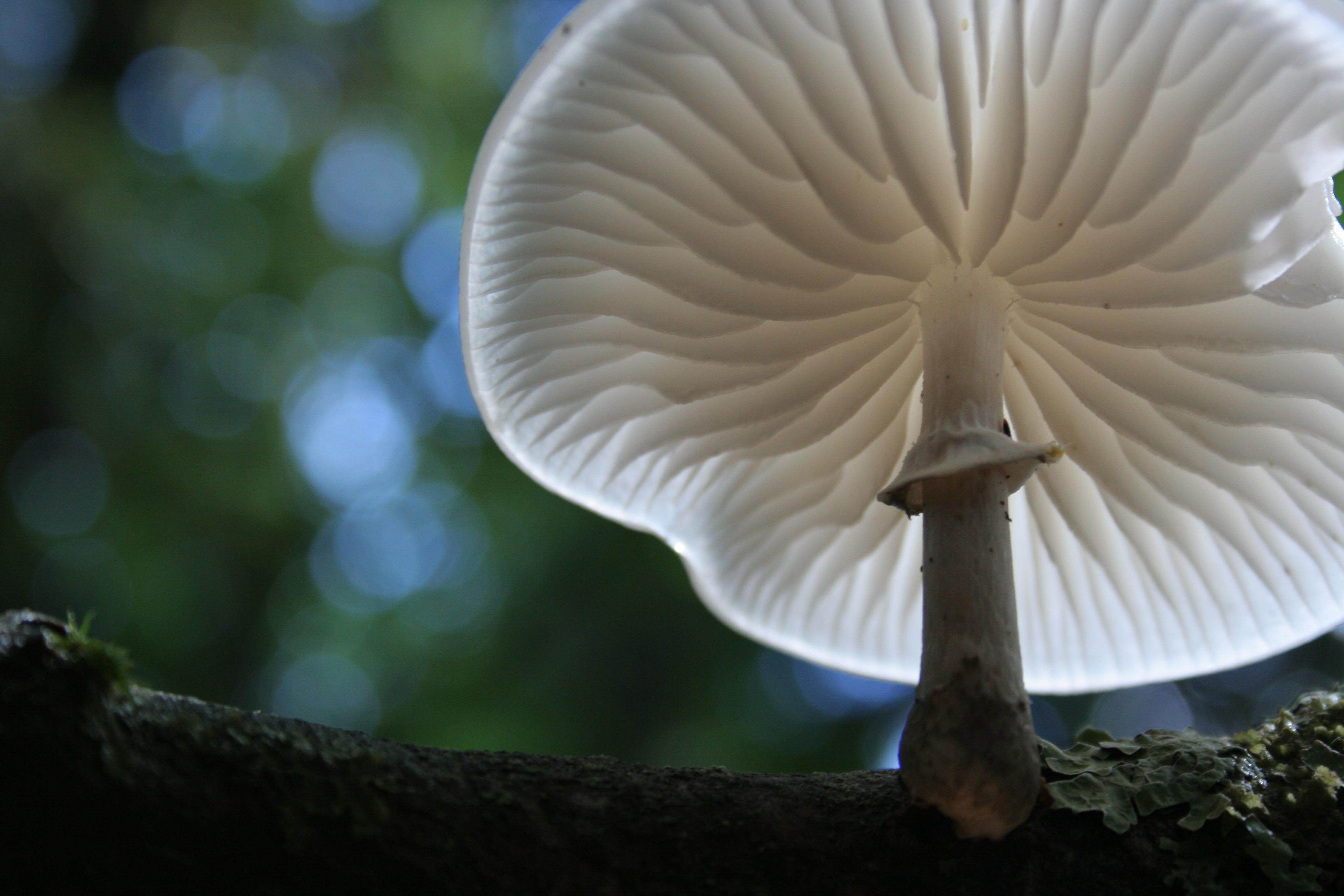
Oudemansiella mucida
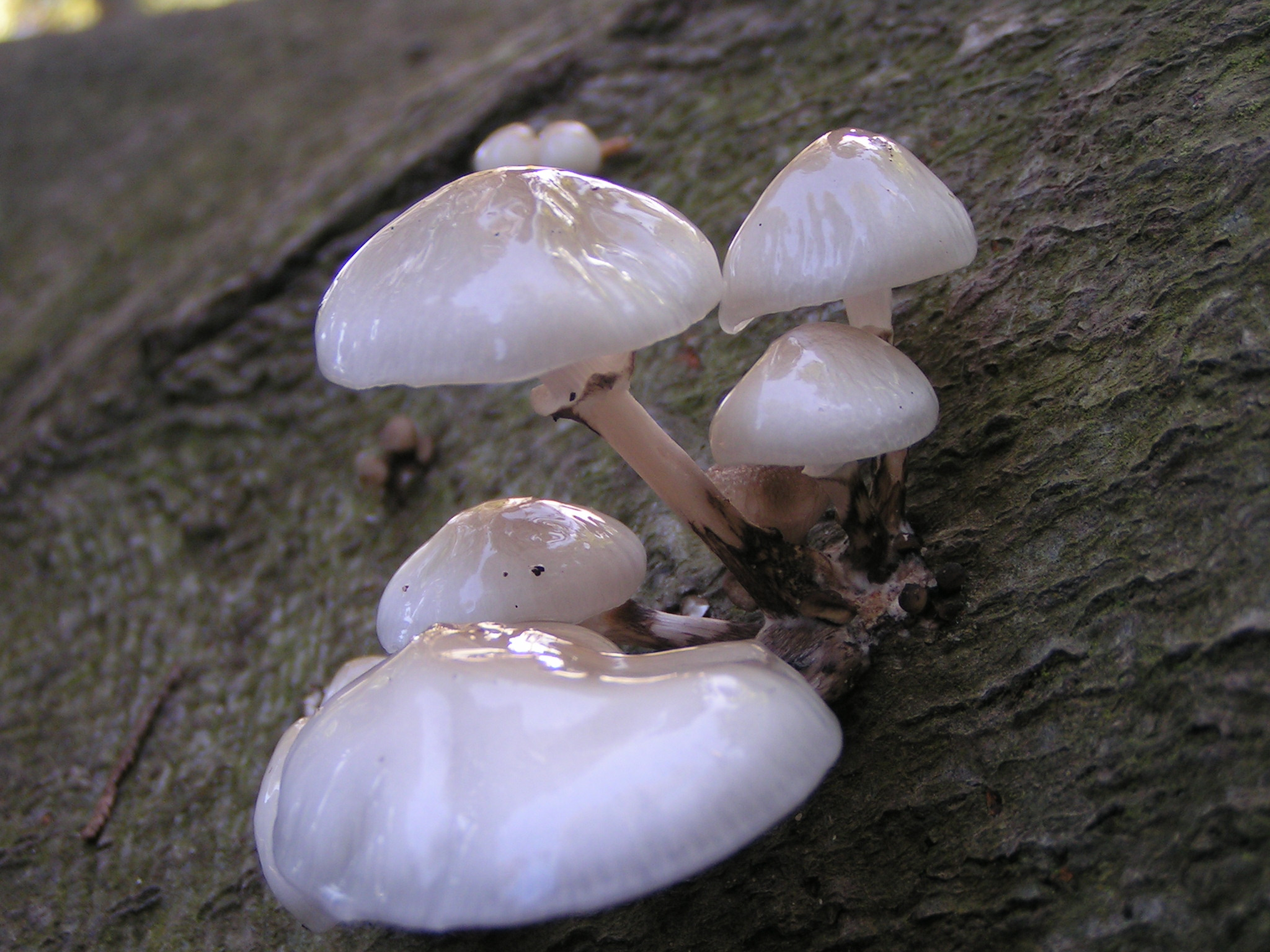
Oudemansiella mucida